# Джянич, Светозар
Светозар Джянич (хорв. Svetozar Đanić; 1 апреля 1917, Манджелос, Австро-Венгрия — 18 июня 1941, Загреб, Независимое государство Хорватия) — хорватский и югославский футболист, игравший на позиции полузащитника.

## Клубная карьера
Светозар Джянич начинал заниматься футболом в клубе «Славия» из Нови-Сада. С 1936 года он выступал за загребский «Граджянски», выиграв с ним два чемпионата Югославии. С 1937 по 1939 год Джянич играл в Чехословакии. В июне 1941 году футболист был обвинён властями НГХ в сотрудничестве с коммунистами и после показательного суда казнён.

## Карьера в сборной
21 апреля 1940 года Светозар Джянич дебютировал в составе сборной Хорватии, представлявшей Хорватскую бановину, выйдя в основном составе в гостевом товарищеском матче с Швейцарией. 8 декабря того же года он забил свой первый и единственный гол за Хорватию, открыв счёт в домашней товарищеской игре с Венгрией. Всего за Хорватию полузащитник провёл четыре матча.
Джянич также отыграл три матча за сборную Югославии.

## Достижения

### В качестве игрока
«Граджянски»
- Чемпион Югославии (2): 1936/37, 1939/40